# Desplome del puente Chirajara
El desplome del puente Chirajara ocurrió el 15 de enero de 2018 en la Autopista al Llano, parte de la Ruta Nacional 40 de Colombia, que conecta a las ciudades de Bogotá y Villavicencio. El desplome dejó un saldo de nueve obreros fallecidos  y ocho heridos.

## Antecedentes
Históricamente, la autopista al Llano ha sido escenario de múltiples accidentes automovilísticos y desastres, debido a las difíciles condiciones topográficas de la cordillera Oriental, y también a errores de ingeniería. El más recordado de estos sucesos es conocido como la tragedia de Quebrada Blanca ocurrida el 28 de junio de 1974 que dejó al menos 500 personas fallecidas.

## El puente de Chirajara
El puente Chirajara es uno de los 46 que forman parte de la construcción de la doble calzada de la autopista al Llano. La zona de Chirajara, en donde el río del mismo nombre desemboca en el Río Negro, se ubica en el kilómetro 64 de la vía y es una de las más importantes de la autopista, siendo atravesada parcialmente por un viaducto construido en los años 90, el cual permite evitar el antiguo paso por la zona de la ruta de la Virgen de Chirajara. El nuevo puente se había diseñado para conectar dos túneles, el de Chirajara en Cundinamarca, y el de La Pala en el Meta.
El 17 de noviembre de 2017, el puente en construcción recibió la visita del presidente de la República de Colombia, Juan Manuel Santos y del empresario Luis Carlos Sarmiento Angulo, entre otros, quienes indicaron que el puente era similar a los construidos en países desarrollados como Suiza y Estados Unidos.
La estructura del Chirajara fue diseñada como un puente atirantado a más de 280 metros de altura con una extensión de 446 metros, y estaba previsto para ser inaugurado en el mes de marzo de 2018. Por su diseño, el concesionario privado Concesionaria Vial de los Andes S. A. S. (Coviandes) ganó el Premio Nacional de Ingeniería en el año 2010.
Además, la concesionaria había sido reconocida en 2015 con el premio a la Excelencia en Responsabilidad Social Empresarial, y en 2017 en Madrid recibió otro reconocimiento en el XVII Congreso Español sobre Sistemas Inteligentes de Transporte por el proyecto El Tablón – Chirajara.

## Accidente
Minutos antes del mediodía del lunes 15 de enero de 2018 uno de los dos pilones terminados del puente se desplomó a causa de una falla de diseño, en el cual una viga no fue lo suficientemente resistente para soportar la infraestructura. Según las autoridades había entre 20 a 25 obreros en el lugar al momento de la catástrofe, aunque se estima que serían solo 20 de los 200 empleados quienes estaban en el lugar ya que en ese momento se estaba realizando una capacitación al otro extremo del puente.
Las labores de rescate comenzaron minutos después de lo sucedido, por lo cual la vía permaneció cerrada durante tres horas para permitir el rescate de los fallecidos y de los heridos que fueron conducidos a centros médicos en Villavicencio y Cáqueza.

## Reacciones
El ministro de Transporte, Germán Cardona, se desplazó al lugar de los hechos, responsabilizó al concesionario privado de la vía (Coviandes) por lo ocurrido, y pidió a la Fiscalía General de la Nación abrir una investigación para esclarecer las causas del accidente, adicional a esto se presenta la presencia de cuerpos.
A través de la red social Twitter, el presidente Juan Manuel Santos expresó su solidaridad con los familiares de las víctimas de la tragedia.
El exalcalde destituido de Bogotá, Juan Martín Caicedo, presidente de la Cámara Colombiana de la Infraestructura, aseguró que se necesitan dos años para completar nuevamente las obras, y dijo: "Entre 5.000 puentes se nos ha caído uno".
Coviandes aseguró que tiene las pólizas para responder al Estado colombiano y a los familiares de las víctimas.

## Investigación y consecuencias
La Fiscalía General de la Nación adelanta las investigaciones correspondientes, y un informe preliminar sobre lo ocurrido será presentado el 31 de enero. La única causa descartada del desplome es un sismo.
La Agencia Nacional de Infraestructura, explicó el 31 de enero que una de la principales causa fue una viga no era lo suficientemente resistente para soportar el peso de la infraestructura.
Entre tanto, Coviandes evalúa demoler el tramo de la estructura que quedó en pie por motivos de seguridad. Esta finalmente se demolió en julio de 2018.
Un tribunal de arbitramiento concluyó que Gisaico, quien construyó la estructura, no fue el único responsable de lo sucedido. Al respecto, a pesar de que efectivamente se encontraron problemas de diseño, en el fallo se indicó que éstos no son suficientes para determinar que son la única razón por la cual el puente se desplomó. Con base en este argumento, el consorcio Gisaico fue obligado a pagar más de $6.000 millones de pesos colombianos como indemnización a Coninvial por los perjuicios ocasionados.